# Đa Krôngbrug
De Đa Krôngbrug (Vietnamees: Cầu Đa Krông) is een tuibrug over de Đa Krông in de Ho Chi Minh-weg nabij de kruising met de Quốc lộ 9A. De tuibrug heeft een lengte van 182 meter en een breedte van twaalf meter. De Đa Krôngbrug ligt in de Vietnamese provincie Quảng Trị. De weg over de brug is een onderdeel van de Quốc lộ 14. De brug staat in xã Đa Krông in de huyện Đa Krông.